# Salvatore Cintola
Salvatore Cintola, detto anche Totò (Partinico, 29 luglio 1941 – Palermo, 30 luglio 2010), è stato un politico italiano.

## Biografia
Negli anni '80 fu consigliere comunale del PRI a Partinico. Nel 1990 è consigliere e poi assessore alla Provincia di Palermo.
Nel 1992 fa parte del movimento indipendentista Sicilia Libera, fondato per volontà di Leoluca Bagarella. Poi si avvicina al PSDI e nel 1996 si candida all'Assemblea Regionale Siciliana e viene eletto con la lista Partito Socialista - Sicilia con 4.581 voti di preferenza su 17.922 di lista. Successivamente aderisce al CDU con il quale nel 2001 si candida ed è rieletto all'Assemblea Regionale Siciliana con 8.046 voti di preferenza su 84.953 di lista.
Dal 30 agosto 2004 ricopre la carica di Assessore Regionale Bilancio e Finanze nel Governo guidato da Totò Cuffaro. Nel 2006 è ricandidato e rieletto all'Assemblea Regionale Siciliana con la lista dell'UDC con 17.028 voti di preferenza su 84.953 di lista. Alle elezioni politiche del 2008 viene eletto sempre con le liste dell'UDC al Senato della Repubblica, dopo che il 19 giugno 2008 Antonello Antinoro (che lo precede nella lista bloccata) si dimette ed opta per la carica incompatibile di deputato all'Ars.
Alle elezioni europee del 2009 Antonello Antinoro viene eletto al Parlamento europeo e si dimette dall'Ars, Cintola che è il primo dei non eletti nella lista dell'UDC prende il suo posto di deputato regionale. Il 29 settembre 2009 si dimette dal Senato e opta per la carica incompatibile di Deputato all'Assemblea Regionale Siciliana.
Il 16 giugno 2010 viene sospeso dall'UDC a seguito del suo coinvolgimento in un'indagine relativa ad assunzione di stupefacenti. Muore il 30 luglio 2010, il giorno dopo il suo 69º compleanno, al Policlinico universitario di Palermo dove era ricoverato per via di un male incurabile. Era separato e padre di due figlie.

## Procedimenti giudiziari
È stato coinvolto e tirato in ballo in diverse inchieste della Procura della Repubblica di Palermo per mafia, fra cui quella che ha portato all'arresto del deputato regionale dell'Udc Antonio Borzacchelli ed alla condanna di Totò Cuffaro. È stato indagato dopo essere stato filmato mentre consegnava una busta con dei soldi al tributarista Gianni Lapis (già consulente dell'ex sindaco mafioso di Palermo Vito Ciancimino), i magistrati hanno ipotizzato che Cintola fosse coinvolto proprio nel riciclaggio del tesoro di Ciancimino.
È stato accusato da un pentito di essere stato eletto grazie all'apporto della cosca mafiosa di Partinico. È stato accusato dal pentito di mafia Massimo Ciancimino (figlio di Vito Ciancimino) di aver intascato tangenti, per questo è iscritto nel registro degli indagati della DDA di Palermo per concorso in corruzione aggravata dal favoreggiamento di Cosa Nostra assieme ai politici dell'Udc Totò Cuffaro e Saverio Romano e del Pdl Carlo Vizzini.
Nel giugno 2010 viene indagato per peculato dopo che, da una indagine per traffico di droga nella quale è stata arrestata per spaccio la sua ex segretaria, si scopre che Cintola si riforniva di cocaina attraverso l'auto blu in dotazione dalla Regione Siciliana. In seguito a questa vicenda il segretario nazionale dell'Udc Lorenzo Cesa lo ha sospeso dal partito e ne ha chiesto l'espulsione. L'indagine per peculato è stata archiviata per mancanza di prove, mentre Cintola è stato comunque segnalato all'autorità amministrativa come assuntore di stupefacenti.